# Charly Loisel
Pour les articles homonymes, voir Loisel.
Charly Loisel, né le 29 avril 1978 à Falaise, est un triathlète français. Il est notamment sacré champion de France longue distance en 2005.

## Biographie

### Jeunesse
Né le 29 avril 1978 à Falaise, le jeune Charly Loisel pratique la natation dès 1986. Il découvre le triathlon à l'âge de quinze ans, et rejoint un premier temps, le club d'Argentan puis celui de Cesson-Sévigné. Il est sacré champion de France scolaire en 1997.
En 1998, il rejoint le Poissy Triathlon, l'un des plus grands clubs français de triathlon. Pour sa première année, il termine notamment quatrième aux championnats d'Europe junior. Mais lors des Mondiaux, il chute à vélo et termine seulement 21e, ce qu'il considère comme le « plus mauvais souvenir » de sa carrière.

### Carrière professionnelle
Durant sa carrière professionnelle, Charly Loisel possède souvent un rôle d'équipier et se montre déterminant dans les courses par équipes, remportant la Coupe de France des clubs à trois reprises (2001, 2002 et 2003). Il remporte plusieurs triathlons de niveau régional et national jusqu'en 2005. En 2005, il crée la surprise en étant sacré champion de France longue distance. Toutefois, sa victoire est remise en cause car il est accusé, à raison, d'avoir suivi une voiture de l'organisation, et d'avoir ainsi, sans le savoir, coupé le parcours cycliste. Après les interventions de la Fédération française de triathlon et du CNOSF qui durent huit mois, Charly Loisel et Stéphan Bignet, initialement second, sont sacrés champions de France ex aequo. Il est également sacré champion de France par équipes et vainqueur de la Coupe de France par équipes, avec Sylvain Dodet, Carl Blasco et Olivier Marceau.
Après d'autres victoires en 2006, il intègre l'Armée de terre et le quatrième régime de chasseurs à Gap. En 2007, il participe aux championnats du monde longue distance et termine onzième. En 2008 et 2009, il remporte de nouvelles victoires au niveau national. Au terme de la saison 2009, il prend sa retraite sportive, annonçant qu'on ne le reverrait sur les routes du triathlon, que comme « spectateur ».

### Reconversion
Après sa retraite en triathlon en 2009, Charly Loisel entame une formation-reconversion pour devenir boulanger. En 2010, il ouvre sa première boulangerie dans le Var.

## Palmarès
Le tableau présente les résultats les plus significatifs (podium) obtenus sur le circuit national de triathlon depuis 1998.
| Année                                 | Compétition                                        | Pays               | Position | Temps  |
| ------------------------------------- | -------------------------------------------------- | ------------------ | -------- | ------ |
| 2008                                  | Grand Prix de triathlon Avec le Poissy Triathlon   | France             |          |        |
| Championnat de France longue distance | France                                             | Médaille de bronze | Timing   |        |
| 2005                                  | Championnat de France longue distance              | France             |          | Timing |
| 2003                                  | Coupe de France des clubs Avec le Poissy Triathlon | France             |          | Timing |
| 2002                                  | Coupe de France des clubs Avec le Poissy Triathlon | France             |          | Timing |
| 2001                                  | Coupe de France des clubs Avec le Poissy Triathlon | France             |          | Timing |